# くず哲也のほいきた!土曜日一番のり
『ほいきた!土曜日一番のり』（くずてつやのほいきたどようびいちばんのり）は、ニッポン放送で1985年4月13日から1986年7月5日まで放送されていた、朝の情報番組。

## 概要
前番組『いでみつ元の土曜日一番のり!』から、『土曜日一番のり』のタイトルを残し、1985年4月28日まで同じニッポン放送の日曜午前の番組『くず哲也の日曜はダメよ』のパーソナリティだったくず哲也をパーソナリティに起用してスタートした。
くずは1986年4月26日放送分を以って降板、翌週5月3日からは午前5時台で『ウィークエンド歌謡スペシャル』のスタートにより6時から8時まで2時間の放送に短縮、同年7月5日の最終回まで週替わりパーソナリティで放送した。

## 放送時間
※JST時刻

### 放送終了時点
- 土曜 6:00 - 8:00 - 1986年5月3日 - 1986年7月5日

### 過去
- 土曜 5:00 - 8:00 - 1985年4月13日 - 1986年4月26日

## 出演者

### パーソナリティ
- くず哲也

### アシスタント
- 那須恵理子（当時：ニッポン放送アナウンサー）

### その他出演者

#### 代理パーソナリティ
- 畑正憲 - 1986年5月3日
- 関口哲平 - 1986年5月10日
- 二谷英明 - 1986年5月17日
- 篠原勝之 - 1986年5月24日
- あおい輝彦 - 1986年5月31日
- 逸見政孝（この日は枠拡大し午前5:00からスタート） - 1986年6月7日
- 結城貢 - 1986年6月14日
- 森田健作 - 1986年6月21日
- 吉幾三 - 1986年6月28日
- 山川健一 - 1986年7月5日

## タイムテーブル
1986年4月当時
- 5:00 - ニュース・天気予報
- 5:07 - くず哲也のホイきた! リクエスト
- 5:32 - 天気予報
- 5:37 - くず哲也の歌謡曲おまかせ下さい
- 5:55 - 心のともしび（内包番組）
- 6:00 - ニュース・天気予報
- 6:07 - ハズムの駅前茶店
- 6:22 - くず哲也のお早ようございます
- 6:32 - リクエストコーナー
- 6:47 - くず哲也の小さな旅
- 7:00 - ニュース
- 7:07 - おでかけ情報
- 7:10 - お早うネットワーク くず哲也の夜討ち朝駆け（NRN各局ネット）
- 7:25 - 一声千両
- 7:30 - よもやまレポート
- 7:36 - 交通情報
- 7:38 - くず哲也のなるほど・ザ・なるほど